# Novîi Hlibiv, Nova Ușîțea
Novîi Hlibiv (în ucraineană Новий Глібів) este un sat în comuna Hlibiv din raionul Nova Ușîțea, regiunea Hmelnîțkîi, Ucraina.

## Demografie
Componența lingvistică a localității Novîi Hlibiv
     Ucraineană (98,33%)
     Alte limbi (1,66%)
Conform recensământului din 2001, majoritatea populației localității Novîi Hlibiv era vorbitoare de ucraineană (98,33%), existând în minoritate și vorbitori de alte limbi.